# عامل التنظيف
عوامل التنظيف أو منظفات الأسطح الصلبة (بالإنجليزية: Cleaning agent)‏ هي مواد (عادة سوائل أو مساحيق أو بخاخات أو حبيبات) تُستخدم لإزالة الأوساخ، بما في ذلك الغبار والبقع والروائح الكريهة والفوضى على الأسطح. من أغراض المنظفات الصحة والجمال وإزالة الروائح الكريهة وتجنب انتشار الأوساخ والملوثات على النفس والآخرين. يمكن لبعض عوامل التنظيف أن تقتل البكتيريا وتنظف في نفس الوقت. تحتوي أنواع أخرى، تسمى مزيلات الشحوم، على مذيبات عضوية للمساعدة في إذابة الزيوت والدهون.

## عوامل حمضية
تستخدم عوامل التنظيف الحمضية بشكل أساسي لإزالة الرواسب غير العضوية مثل القشور. عادة ما تكون المكونات النشطة عبارة عن أحماض معدنية قوية ومواد استخلابية. في كثير من الأحيان، تضاف المؤثرات السطحية ومثبطات التآكل إلى الحمض.
حمض الهيدروكلوريك هو حمض معدني شائع يستخدم عادة للخرسانة. يمكن أيضًا استخدام الخل لتنظيف الأسطح الصلبة وإزالة رواسب الكالسيوم التي تساعد أيضًا في الحفاظ على بيئتنا خالية من البكتيريا. يستخدم حمض الكبريتيك في منظفات التصريف الحمضية لفتح الأنابيب المسدودة عن طريق إذابة الشحوم والبروتينات وحتى المواد المحتوية على الكربوهيدرات مثل مناديل الحمام.

## عوامل قلوية
تحتوي عوامل التنظيف القلوية على قواعد قوية مثل هيدروكسيد الصوديوم أو هيدروكسيد البوتاسيوم. المبيض والأمونيا من عوامل التنظيف القلوية الشائعة. في كثير من الأحيان، يتم إضافة مواد استخلابية إلى العامل القلوي لمنع إعادة ترسيب الأوساخ الذائبة والمواد المخلبية لمهاجمة الصدأ.
يمكن للمنظفات القلوية إذابة الدهون (بما في ذلك الشحوم) والزيوت والمواد التي أساسها البروتين.

## عوامل متعادلة
عوامل الغسل المحايدة متعادلة الأس الهيدروجيني وتعتمد على المؤثرات السطحية غير الأيونية التي تشتت أنواعًا مختلفة.

## الأنواع

### منظفات الفرن
تحتوي منظفات الأفران التقليدية على هيدروكسيد الصوديوم ومذيبات ومكونات أخرى، وتعمل بشكل أفضل عند استخدامها في فرن دافئ قليلًا (وليس ساخنًا). إذا تم استخدامه في فرن ذاتي التنظيف، سوف يتسبب الغسول في تلف الفرن بشكل دائم.
تعتمد منظفات الأفران ذات الطراز الجديد على مكونات أخرى غير هيدروكسيد الصوديوم. يجب استخدام هذه المنتجات في فرن بارد. يمكن استخدام معظم منظفات الأفران ذات الطراز الجديد في أفران التنظيف الذاتي.
منظفات الأفران هي من أكثر منتجات التنظيف المنزلية سمية المتوفرة في السوق. قد يكون الاستخدام الصحيح لمنظف الفرن آمنًا بشكل معقول، ولكن الاستخدام غير الصحيح، بما في ذلك أبخرة التنفس والتلامس مع العين والأغشية المخاطية والبلع يمكن أن يسبب التسمم.

### منظفات متعددة الأغراض

منظف فابولوسو متعدد الأغراض ومنظفات الأسطح العامة

تحتوي المنظفات متعددة الأغراض على خلائط من المؤثرات السطحية الأنيونية وغير الأيونية، والفوسفات البوليمري أو عوامل عزل أخرى، والمذيبات، والمواد المائية، والمركبات البوليمرية، ومثبطات التآكل، وعوامل حماية الجلد، وأحيانًا العطور والملونات. تُضاف أحيانًا عوامل مكرهة، مثل الديناتونيوم، إلى منتجات التنظيف لثني الحيوانات والأطفال الصغار عن استهلاكها.
تحتوي بعض المنظفات على مذيبات عضوية قابلة للذوبان في الماء مثل إيثرات الجليكول والكحولات الدهنية، مما يسهل إزالة الزيت والدهون والطلاء. تشمل المضافات المطهرة مركبات الأمونيوم الرباعية ومشتقات الفينول وكحولات التربين (زيت الصنوبر) والألدهيدات ومنتجات تكثيف الألدهيد أمين.
المنظفات متعددة الأغراض فعالة مع معظم أنواع الأوساخ الشائعة. محاليلها المخففة محايدة أو قلوية ضعيفة، وهي آمنة للاستخدام على معظم الأسطح.

### عوامل غسيل الصحون
- منظف غسيل الصحون اليدوي
- منظفات غسيل الأطباق الأوتوماتيكية

### منظفات أخري
- منظفات الغسيل
- منظفات الأرضيات
- منظفات السجاد
- منظفات المرحاض / منتجات النظافة / مزيل العرق
- منظفات الصرف الصحي
- منظفات المعادن
- منظفات الزجاج
- منظفات واجهات المباني

## عوامل التنظيف الشائعة
- حمض الخليك
- أسيتون
- هيدروكسيد الأمونيوم
- نتريت الأميل
- بورق
- هيبوكلوريت الكالسيوم
- حمض الكروميك
- ثنائي أكسيد الكربون
- حمض الليمون
- فريون
- صابون
- بيكربونات الصوديوم
- هيدروكسيد الصوديوم
- هيبوكلوريت الصوديوم
- بيربورات الصوديوم
- بيركربونات الصوديوم
- رباعي كلورو الإيثيلين
- فوسفات ثلاثي الصوديوم
- ماء
- زيلين